# Leïla Sebbar
Leïla Sebbar, född 19 november 1941 i Aflou, Algeriet, är en algerisk franskspråkig författare som bor i Paris, Frankrike. Hennes verk handlar om förhållandet mellan Frankrike och Algeriet, och visar på skillnaderna mellan de två länderna genom sitt bildspråk.

## Biografi
Leïla Sebbar föddes den 19 november 1941 i Aflou, en stad cirka 200 km söder om Alger. Hennes far var algerisk lärare och hennes mor kom från departementet Dordogne i sydvästra Frankrike. År 1960 flyttade familjen till Alger och 1962 skickades Sebbar till Frankrike för vidare studier. Hon läste litteraturvetenskap i Aix-en-Provence och fortsatte sedan på Sorbonne i Paris.